# تسلسل B.1.640.2
المتحور بي 1.640.2 (بالإنجليزية: 1.640.2 variant)‏ أو التسلسل بي 1.640.2 أو التسلسل B.1.640.2 (بالإنجليزية: Lineage B.1.640.2)‏ ويُعرف إعلاميًا باسم المتحور إيهو (بالإنجليزية: IHU variant)‏؛ أحد متحورات فيروس كورونا المرتبط بالمتلازمة التنفسية الحادة الشديدة النوع 2، الفيروس المسبب لمرض فيروس كورونا 2019. اكتُشف هذا المتحوّر للمرة الأولى في أكتوبر 2021 لدى مسافر كان عائدًا إلى فرنسا من الكاميرون، وأعلن أنه المريض رقم صفر وأنه تسبب بإصابة 12 شخصًا آخرين. صُنّف التسلسل ضمن السلالة B.1.640، التي صُنفت بدورها من قبل منظمة الصحة العالمية في 22 نوفمبر 2021 على أنها متحور قيد المراقبة، مع هذا ذكرت منظمة الصحة العالمية بأن «متحور بي 1.640.2» انتشر بشكل أبطأ بكثير من متحور أوميكرون، وبناءً عليه فهو غير مثير للقلق حتى الساعة.